# Segart
Segart es un municipio de la Comunidad Valenciana, España. Pertenece a la provincia de Valencia, a la comarca del Campo de Murviedro, subcomarca de La Baronía media. Formaba parte de la comarca histórica denominada Calderona. Esta comarca antigua aparece en el mapa de comarcas de Emili Beüt i Belenguer Comarques naturals del Regne de València publicado en 1934. Hasta el 27 de junio de 1916 se llamó Segart de Albalat cambiándolo por el actual mediante un Real Decreto pero se siguió utilizando el adjetivo 'de Albalat' hasta la década de 1940.

## Medio natural
El pueblo se encuentra situado a los pies del monte Garbí (601 m), La Mola (565 m) y el Puntal de l'Abella (654 m). El relieve es un tanto accidentado en la vertiente que baja hacia el río Palancia. Entre los barrancos están los de la Font, El Meliquet y de Segart o Palmeral. Según Bru y Vidal el nombre de Palmeral o Palmosa tendría un origen latino ya que las hierbas y arbustos dan nombre al lugar.

Dos pueblos situados en la montaña (Beselga y Segart) presentan signos de estancamiento por su ubicación en una zona con condiciones difíciles para la agricultura

Josep Martínez Roldán, El riu de Morvedre: esglesies, calvaris i records describe comenta que:

Entre muntanyes de roca vermella s'hi troba Segart. Traducción: Entre montañas de piedra roja se encuentra Segart.

El medio climático es propio de zonas mediterráneas, pues, a pesar de su altitud (256 metros sobre el nivel del mar), se encuentra a unos catorce kilómetros del mar.
María Ángeles Arazo y Francesc Jarque describían así a Segart en 1985: 

Segart queda escondido en las estribaciones de la Sierra Calderona, y es tan intimo que hasta en las casas dejan la llave puesta en las cerraduras. Huele a árboles, a resina caliente por el sol. Y tiene el rumor del agua que alimenta el lavadero -comadreo diario-, se canaliza el manantial y a las mujeres les gusta ir con garrafas y botijos a buscar el agua para la comida y la cena

La vegetación está compuesta por pinos, romero, lentisco, tomillo y otras especies. El término municipal de Segart está dentro del parque natural de la Sierra de La Calderona desde enero de 2002
Se accede a esta localidad, desde Valencia por la autovía de acceso norte de esta ciudad V-21, a través de la salida 1A hacia V-23/Sagunto/A-23/Teruel de la V-23, continuar recto por la CV-3007, tomar la salida V-23/A-23 en dirección Puerto de Sagunto/Teruel/AP-7/Castellón, en la A-23 tomar la salida 7 hacia Albalat de Taronchers/Segart/Estivella por la CV-326 y luego la CV-329.

### Montes

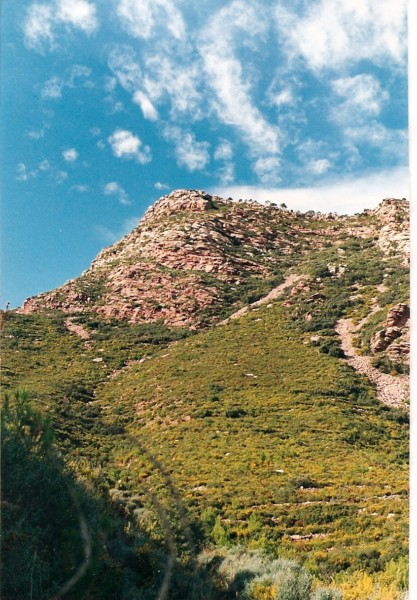
El Puntal de l'Abella.

Según Domenech la estructura geológica del término de Segart es la siguiente:

Se observa que como consecuencia de los movimientos geológicos, bastantes montes de Segart están rematados con peñascos y cortados orientados en buen número al Sur, Sur-Este y Este como El Garbí, El Xocainet, La Mola de Segart y otros.

La parte del barranco de Segart es del Cuaternario pero las laderas de los montes donde está el pueblo corresponden al Buntsandstein y las opuestas al Muschelkalt. Como ejemplo de Buntsandstein tenemos El Garbí. Las cortaduras de este último encaradas al Sur son en realidad una gran falla que incluye los picos que tiene a ambos lados. el Puntal de l'Abella y L'Albarda del Garbí.

En algunos lugares el Buntsandstein rodea al Muschelkalt, como sucede en La Mola de Segart donde las cumbres pertenecen a este último mientras que parte de las laderas y las faldas corresponden al Buntsandstein. Es significativo que varios de los montes de Segart y de la zona presenten características de relieve muy parecidas, tal como hemos dicho, con cortados orientados al Sur.

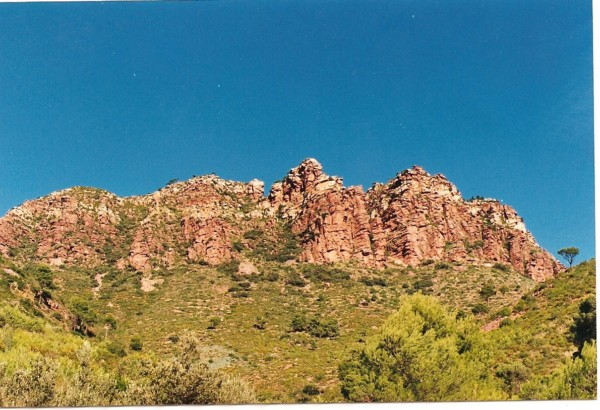
El Garbí.

- La Mola de Segart (565 m): es fácilmente reconocible por el cortado que la remata en forma de muela o tortada. Sus vistas son buenas en todas direcciones, asomando la sierra de Espadán e incluso Peñagolosa entre el Puntal de l'Abella y El Garbí.[3] Tiene un vértice geodésico con una altitud de 565 m.[3] Los veteranos del Centro Excursionista de Valencia colocaron en 1971 una tabla de orientación con indicación de varias de las cimas que se divisaban desde allí.[3] Topónimo ibérico según Santiago Bru i Vidal.[8] Este monte también es conocido como El Femerot por los pescadores.[9] En la pared vertical tiene una gran raja horizonatl denominada la caries de La Mola.
- El Puntal de l' Abella (654 m): montaña más alta del Campo de Murviedro.[3]
- El Garbí (601 m): elevación ejemplo del periodo de Buntsandstein. Las cortaduras de este último encaradas al Sur son en realidad una gran falla que incluye los picos que tiene a ambos lados: el Puntal de l'Abella y L'Albarda del Garbí.[3]
- El Puntal del Meliquet (406 m): el monte más cercano a la Font del Salt
- Penya Roja (400 m): esta y la anterior delimitan con el término de Náquera.

- El Prao (538 m): está situado en la partida de El Salt y está cercana a la fuente de su mismo nombre. Esta montaña tiene una pretuberancia rocosa llamada El Panoli.
- El Rodeno (500 m): en los alrededores de este monte están situados los chalets de la urbanización que tiene su nombre. Según Bru i Vidal es un topónimo minero-industrial.[8]
- El Puntalet (345 m): distinguible desde el camino de La Mola por su forma puntiaguda y por disponer de un preciso ejemplar de madroño cerca de la cima.
- El Salsero (406 m): en su base la Associació Histórica de Segart encontró los restos de una cantera de mármol utilizada en el siglo XX. Entre este monte y El Murtal discurre el camino a Sant Espérit o senda dels frares (senda de los frailes) que se utilizaba en la romería que se organizaba en Segart para ir al Monasterio de Sancti Spiritu
- El Murtal (400 m): en este monte está situada una urbanización privada.
- La Roja (368 m): la cima forma una amplia meseta que forma la partida de La Rodana
- Coveta Rabosa (264 m)
- El Bort (507 m): fácilmente reconocible por la cueva que tiene en la pared rocosa de su cumbre
- El Rodeno del Moreno (472 m)

| Montaña             | Altura en metros | Situación            | Distancia del horizonte del mar en km |
| ------------------- | ---------------- | -------------------- | ------------------------------------- |
| Puntal de l' Abella | 654              | Divisioria Principal | 91,2                                  |
| El Garbí            | 601              | Vertiente Norte      | 87,4                                  |
| La Mola de Segart   | 565              | Divisoria Principal  | 84,8                                  |

Fuente de los datos de la tabla

### Barrancos

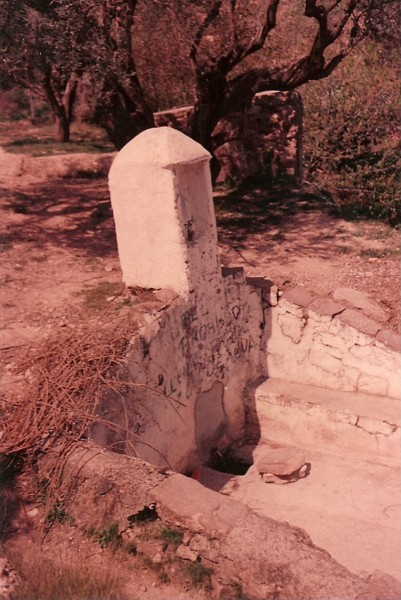
Font de Sant Josep (antigua).

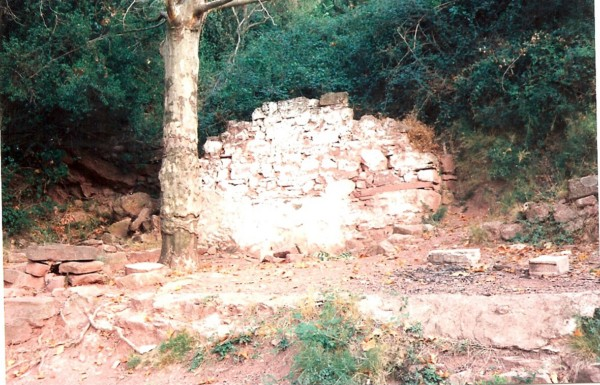
Font del Campaner (antigua).

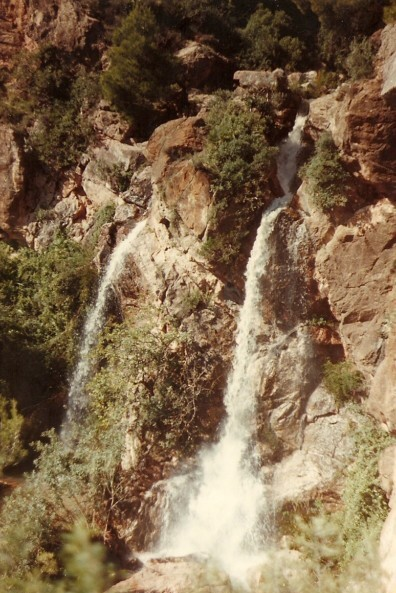
Font del Salt en época de lluvias.

- Barranco de La Font: tiene su inicio en la parte alta de la población y desemboca en el barranco de Segart a los pies del terraplén de la piscina municipal. Su denominación viene porque al pasar por Segart pasa por al lado de la Font del Llavaner o La Font por ser la fuente principal de la población para consumo doméstico y de regadío de la zona agrícola más extensa del término municipal como es la zona baja del casco urbano. Este barranco marcaba el límite de la zona urbanizada en época islámica y se comenzó a construir al otro lado de su cauce en el siglo XVIII. A principio del siglo XX se construyó un pequeño puente para pasar el barranco y desapareció con la construcción y ampliación de la actual plaza del Ayuntamiento en los años 80. Este puente conectaba la calle de La Font (actual calle Major) con la calle La Fonteta (actual calle Sant Josep).
- Barranco de El Meliquet: recibe el nombre de la Font de El Meliquet que nacía cerca de este barranco que nace en las proximidades de la Font del Salt. Está situado cerca de la frontera con el término de Náquera y es visible desde La Mola de Segart
- Barranco o Valle de Segart[3] o Palmeral:[4][8] Es el constituido por la cuenca del barranco de su mismo nombre, se origina en una zona muy intrincada de la sierra por la parte de La Mola, toma la dirección de oeste a este y después de dejar a su izquierda las casas del pueblo del que toma el nombre se dirige al Palancia.[3]

Al fondo del valle viene a quedar la citada Mola y sus límites Norte las marca el gigantesco murallón del Puntal de l'Abella, El Garbí y L'Albarda que en realidad constituyen una unidad orográfica, y por el Sur queda cerrado por una cuerda de montes que partiendo de la alineación principal entre La Mola, El Pic de l'Aguila (462 m) se dirigen hacia el Este en una serie de alturas de las que El Xocainet y La Mola Redona son las más significativas.
No es muy normal que se produzcan riadas por efecto de las lluvias pero se han producido varias provocando grandes destrozos. En 1942 una furiosa avenida causó grandes pérdidas en los huertos y dejó para el recuerdo multitud de tierras de secano. El 24 de marzo de 1946 el barranco de Segart bajó muy caudaloso. Una de estas avenidas fue la que cegó e hizo desaparecer bajo la tierra la Font de la Mistera ya que se encontraba cerca el lecho del barranco. Andrés Monzó Nogués comenta otra de mayor envergadura que las citadas anteriormente en el último tercio del siglo XIX.

### Explotaciones forestales

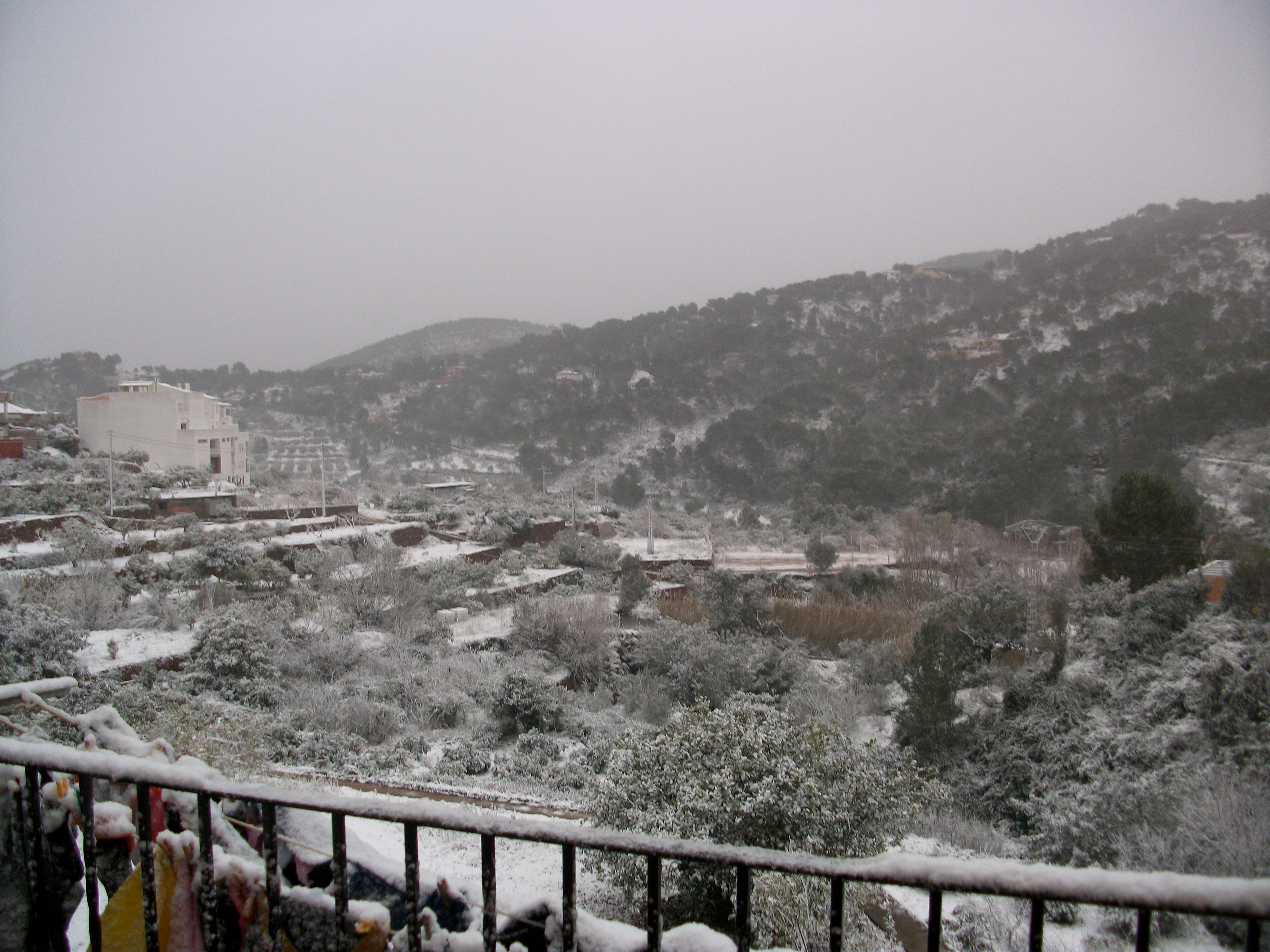
Última nevada, 8 de enero de 2010.

En 1968 el bosque se componía de pino carrasco y algo de pino rodeno en los terrenos silíceos. La extensión del monte en aquella fecha era de 384,87 Ha repartido entre 126,40 Ha de pinar y 222,47 de monte bajo. Esta extensión bajó drásticamente después del incendio de 1979 que terminó con la explotación forestal de los montes de Segart ya que destruyó el arbolado de las laderas de El Garbí, El Puntal de l'Abella y La Mola.

Segart, con muy poca tierra de cultivo, tiene en la explotación forestal, así como en las canteras de rodeno, su más caracterizado, aunque precario, medio de vida

## Geografía

### Localidades limítrofes
|       | Estivella |                       |
| Serra |           | Albalat de Taronchers |
|       | Náquera   |                       |

Serra, Estivella, Albalat dels Tarongers y Náquera todas ellas en la provincia de Valencia. Al crearse el municipio de Segart en 1846 el término de esta población era más extenso que el actual ya que Pascual Madoz señala que el término confina por el Norte con los de Estivella y Albalat, el Este con Gilet, el Sur con Sagunto y el Oeste con Náquera y Serra. Con estas referencias geográficas podemos afirmar que el término saliente del nuevo ayuntamiento incluía por el Sur la zona de Comediana y los terrenos adyacentes al Monasterio de Sancti Spiritu en Gilet, actualmente pertenecientes a Albalat del Tarongers.

### Urbanizaciones
En el término municipal de Segart se ubican las siguientes urbanizaciones privadas:
- El Rodeno.
- El Murtal.
- La Mallà.

### Partidas
| - El Xocainet. - El Meliquet. - El Salt. - El Racó de la Mola. - La Mallà: Topónimo ibérico según Jaume Bru i Vidal era una nombre propio de la zootecnia y ganadería. - El Rodeno del Tender. - El Fondó (o La Foia): Topónimo ibérico que significa hendidura estrecha y profunda. - La Mola. - El Collado. - La Sabata. - La Rodana. - Penya-roja. | - La Fonteta. - El Puntalet. - Els Gamellons: Topónimo de hidrografía y de condiciones producidos por la mano del hombre. - El Rodeno del Balsó. - El Bord. - El Castell. - L'Horteta. - La Creueta. - El Zorro. - El Campaner. - Les Roges. - El Balsó. - El Murtal. |

## Historia

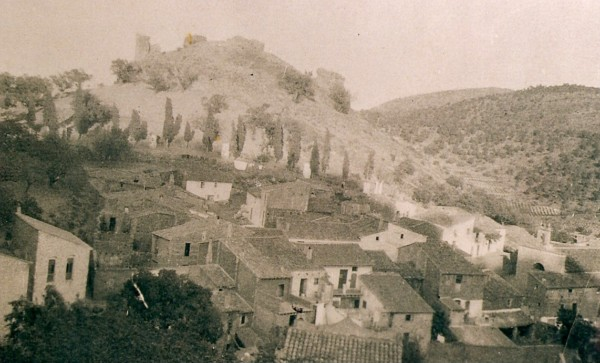
Segart en los años 40.

### Periodo ibérico Pleno y el Bajo Imperio (sigloIIIa.C.-IVd.C.)
Tiene su origen en época ibérica al encontrase cerámica ática del siglo IV a. C. en el cerro del Castillo pero es muy posible que hubiera un asentamiento humano de la misma época en la parte baja de la población, actualmente zona de cultivo, ya que se han encontrado restos de cerámica ibérica en esa zona al roturar la tierra de labranza.
En el Servicio de Investigación Prehistórica (SIP) de la Diputación de Valencia se guardas diversos objetos como fragmentos de barro cocido, cerámica medieval, cerámica ibérica con decoración geométrica y cerámica de la Cultura del Bronce valenciano.
Pla Ballester comenta sobre el yacimiento del Castillo de Segart:

En buen número de estos yacimientos se siguió viviendo en época posterior, con un carácter más o menos romanizado, alcanzando algunos de ellos fechas bien adelantadas de nuestra Era. Sólo en dos, el ya citado Rabosero de Torres Torres y en el castellet de Segart, sin contar, naturalmente, con Sagunto ciudad, se han encontrado fragmentos de cerámica ática de figuras rojas, del siglo IV a. C.

Es bastante posible que el cerro del Castillo y zonas adyacentes hubiera estado habitado hasta el siglo II o I a. C. cuando Arse-Saguntum se convirtió en el centro de una zona que se denominó municipium saguntinum o territorio bajo su influencia económica y política durante el Alto Imperio.
Con la crisis del Bajo Imperio la pérdida de habitantes de Sagunto hacia las montañas propició que la antigua población ibera volviera a poblarse.

### Etapa islámica (713-1233)
A la época islámica pertenece su castillo-refugio (hins) construido probablemente entre los siglos XII-XIII, actualmente en ruinas. No está confirmado pero en la zona norte de las faldas del castillo es muy posible que estuviera situado el cementerio musulmán de la población al haberse encontrado restos humanos del cráneo y mandíbula durante la instalación de un poste de línea telefónica en los años 90 del siglo XX en un lugar conocido como Penyetes Blanques.
A esta época pertenece la estructura urbana de la zona antigua de Segart que sería las calles adyacentes a la calle Major y que tendría sus límites en la entrada actual de la población y el lecho del barranco de La Fuente. El acceso al centro urbano estaba delante de la actual iglesia parroquial.
No sabemos con exactitud la población del término en época musulmana pero si debió de ser importante ya que tenía una mezquita para el culto y se construyó y mantuvo un castillo-refugio comunal para defender a los pobladores y el ganado que tuvieran.

### Época foral (1233-1492)
El entonces obispo de Vich San Bernat Calbó ayudó al rey Jaime I en la conquista de Valencia incorporándose a la hueste real probablemente en Ruzafa por los meses de junio o julio de 1238, refuerzo que benefició en gran manera al monarca ya que la mitra vicense tenía extensos feudos que dieron buen contingente de hombres. En el acta de rendición de la ciudad valentina vemos la firma del futuro santo.
El 20 de junio de 1238 el Conquistador hace donación al obispo del castillo de Segart con todas sus casas, términos y pertenencias exceptuando en la donación las tierras en las que trabajaban musulmanes de Morvedre. Esta salvedad que hace el monarca tal vez esté relacionada con los tratos de rendición del castillo de Segart posiblemente en mayo de 1233.
Lo cierto y definitivo es que el sucesor de San Bernardo Calbó en la mitra de Vich, Bernardo de Mur, permutó con el monarca aragonés el 29 de agosto de 1246 el castillo de Segart por otros señoríos, volviendo por tanto las tierras segartinas a la corona, después de ocho años de haber pertenecido a la mitra vicense.
Según el Llibre del Repartiment en 1248 se vendió el castillo de Segart a Adam de Paterna por 40.000 sueldos.
Posteriormente, Pedro IV en 1348 vende la jurisdicción de Segart a Jacobo Castellón por 300 florines de Aragón y los motivos expresados aluden a dificultades económicas del erario real. El 4 de febrero de 1349 la entregó a Bernat de Ripax y sus herederos.
En 1440 el señor territorial de Segart Jofre de Blanes protesta ante el gobernador porque el Justicia de Morvedre se ha llevado un moro encontrado en sus territorios. Más tarde, perteneció a Murviedro, de la que se independizó en 1535 y se convirtió en pedanía de Albalat de Taronchers. El 30 de agosto de 1482 Jaime de Blanes vendió los lugares de Albalat, Segart, Comediana y Montalt a Juan Castellens de Villarrasa por 228.000 sueldos.

### Edad Moderna (1492-1789)
En 1520 hubo un pleito entre Murviedro y Cosme de Villarrasa sobre el deslinde de los términos de Albalat y Segart.
Lugar de moriscos (40 casas en 1609), quedando despoblada después de su expulsión embarcando en el Grao de Valencia los días 5 y 7 de octubre de 1609. Juan de Villarrasa y Cavanilles, señor de la baronía de Albalat y Segart, otorgó carta de población en 1611, repoblándose el 4 de septiembre de ese año con cristianos viejos de origen catalán.

### Edad Contemporánea (1800-hasta la actualidad)
En 1804 era señor territorial Miguel Saavedra.
Durante la ocupación francesa se realizó una tala indiscriminada de árboles de las dehesas de Santo Espíritu y se hizo responsable a varias poblaciones, entre ellas Segart.
La separación política de Albalat dels Tarongers fue aprobada por una Orden del Jefe Político de la provincia el 25 de mayo de 1844 pero no fue oficial hasta 1846 al producirse pleitos entre la nueva población y Albalat.
Pascual Madoz nos describe la población pocos años después de su separación de Albalat del siguiente modo:

Situado en el centro de la sierra llamada la Calderona, a la derecha del río Palancia del que está bastante apartado; reinan generalmente los vientos del E y O; su clima es templado y saludable. Tiene 23 casas de mala fábrica y una pequeña ermita donde dice la segunda misa el Cura de albalat, de cuya parroquia es aneja -ola encarga a alguno de los secularizados residente en el pueblo.

La separación eclesiástica total se produjo entre los años 1848 y 1862 ya que hasta entonces los oficios de Bautismo se realizaba en Albalat y se inscribían en sus libros, como ocurría entre Beselga y Estivella. llegó a ser parroquia de entrada el 28 de diciembre de 1953.
El 20 de enero de 1946 se produce una gran nevada en Segart dificultando la vida de sus habitantes.
El cura de Albalat de Taronchers en 1942 Andrés Monzó Nogués comenta que según una leyenda, Segart fue lugar de reclusión de delincuentes "los cuales al encontrar la libertad fundaron Albalat". No es la única referencia a la posible fundación de Albalat dels Tarongers ya que Antonio Chabret en su Nomenclátor, en la coz Arrabla dice que algunos pueblos se fundaron por la venida de habitantes de los pueblos de arriba "por eso los de Segart fundaron Albalat".
Desde hace unos años, L'Associació Histórica de Segart realiza una labor de recogida de datos histórico-sociales sobre este municipio.

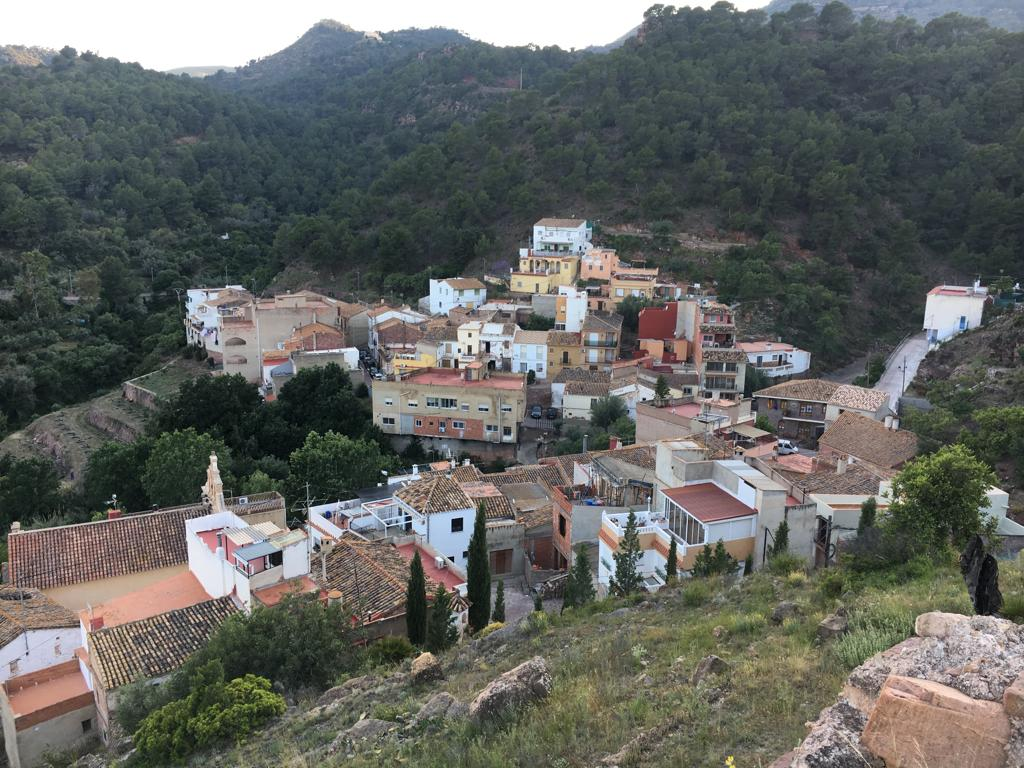
Vista general.

## Demografía
Segart cuenta con una población de 167 habitantes (INE 2024).
| Gráfica de evolución demográfica de Segart entre 1857 y 2021                                                        |
| |
| Población de derecho según los censos de población del INE Población de hecho según los censos de población del INE |

Evolución de la población de Segart en época pre-censal (1563-1768).
| 80 | 76 | 76 | 160 | 32 | 28 | 16 | 15 | 15 | 57 |

Segart cuenta con 184 habitantes según el INE (2014), de los cuales 92 son hombres y 92 mujeres.

## Economía
Basada tradicionalmente en la agricultura. En el secano predomina el cultivo de olivos, almendros y algarrobo. En la zona de regadío el cultivo mayoritario es el del naranjo. La tierra es trabajada en régimen de propiedad. Entre 1931 y 1988 hubo un aumento de la superficie de regadío del 140 % pasando de 5 ha a 7 ha. Actualmente posee poca industria pero el sector servicios se ha enfocado hacia la hostelería y el turismo rural.
Hasta la creación del parque natural de la Sierra Calderona se realizaba la extracción de la piedra arenisca denominada rodeno que se utilizaba para la construcción y el acondicionamiento de las calles como adoquines. La extracción de esta piedra ha sido una de las causas principales de mortandad en la población masculina de Segart, ya que la rotura de la piedra generaba un polvillo de cuarzo que era aspirado por el trabajador y depositado en los pulmones
Antonio José de Cavanilles comenta en su obra Observaciones sobre la historia natural, geografía, agricultura, población y frutos del reino de Valencia (1795-1797) que en el término de Segart había canteras de mármol con vetas rosadas, conocida como piedra de flores o de Segart que fue empleado como elemento decorativo de la catedral y en varias iglesias de Valencia y también en el monasterio de San Miguel de los Reyes y en la Cartuja de Porta Coeli.
Agricultura en Segart, la economía de Segart siempre ha tenido a la agricultura como uno de sus principales ejes económicos junto a la minería. Durante los años de existencia de la población ha tenido que evolucionar para cultivar productos con mayor demanda en el mercado y así poder subsistir. Por tanto esta evolución ha permitido que unos cultivos se mantengas y otros desaparezcan.
El aprovechamiento de la tierra con su superficie en 1968 era el siguiente:
Superficie total
662 Ha
Regadío
- Superficie: 8,27 Ha

Secano
- Superficie: 285,82 Ha

Monte
- Superficie: 348,87 Ha

Otros usos
- Superficie: 19,04 Ha

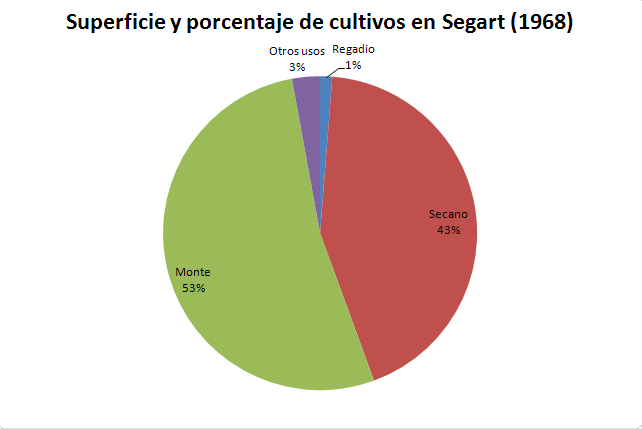
Porcentajes de aprovechamiento de la tierra.

Con el incendio de 1979 y los precios de venta de los cítricos la superficie de monte y de regadío respectivamente ha descendido de forma notable.
En 1968 el número de explotaciones agrarias según su superficie eran los siguientes:

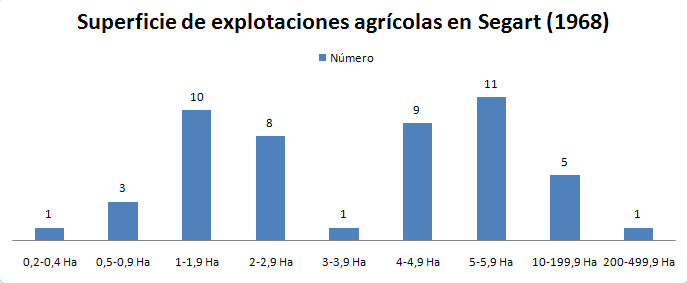
Número de explotaciones agrarias por superficie.

En 1850 Madoz relata en su lista de productos agrícolas alimentos que ya han dejado de cultivarse o de ser modificados para el consumo humano como el trigo, el maíz, los higos y las legumbres. El higo seco de Segart tenía tanta aceptación que el término municipal estaba lleno de edificios que servían para secarlos y algunos de ellos aún pueden verse en las laderas de la población cercanas al cementerio.
En 1982 la población agrícola de derecho en Segart era de 20 personas, de las cuales 4 eran propietarios y 16 trabajaban por cuenta ajena.

#### Agricultura

##### Cultivos de Regadío

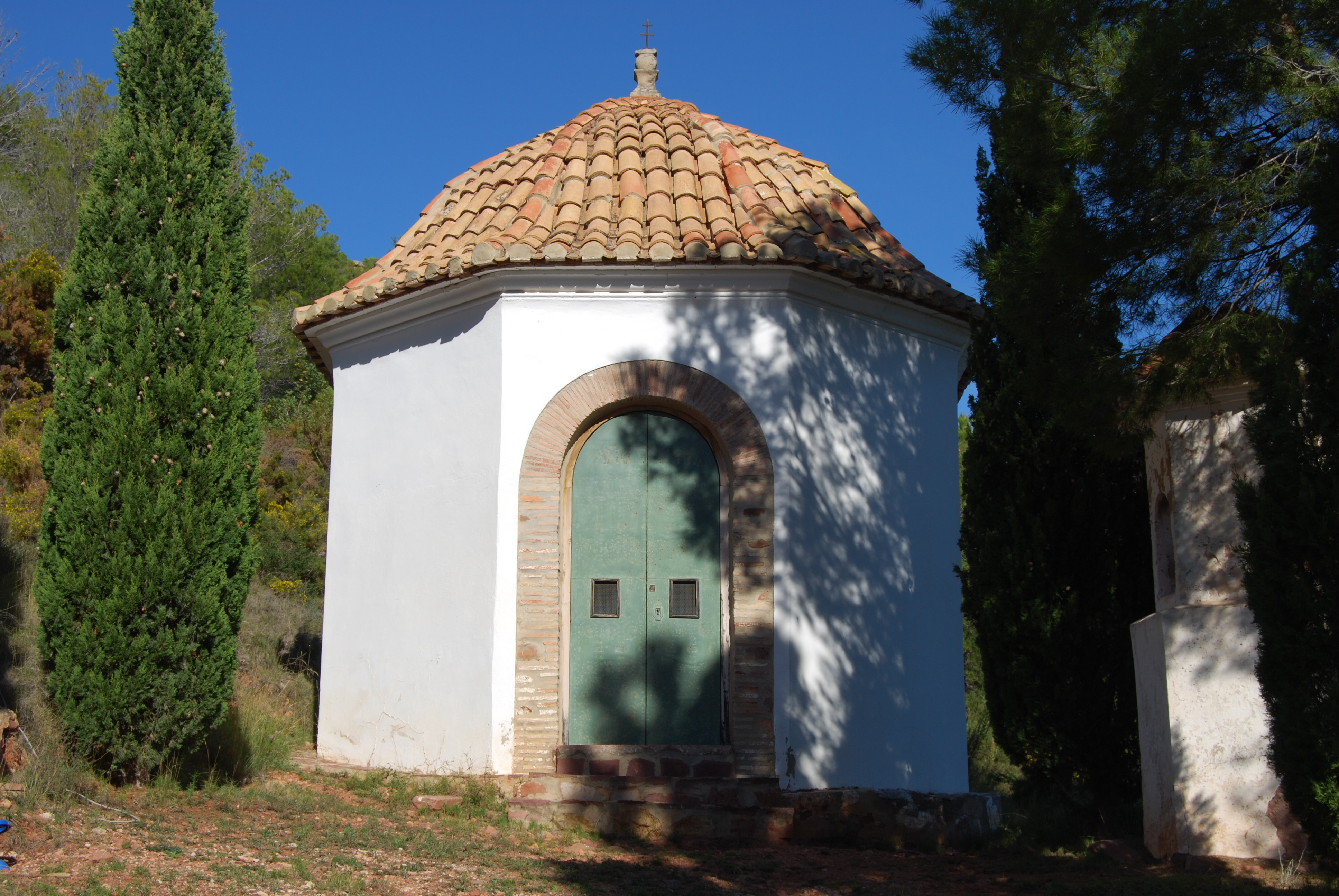
Ermita del Calvario.

La evolución de los cultivos de regadío entre 1931 y 1988 ha sido de un descenso del 10 %. En 1931 había 5 Ha de regadío en Segart ascendiendo hasta 7,5 Ha en 1961, lo que hacía un aumento del 150 % respecto al año 1931 pero en 1988 solo había 7 Ha de regadío por lo que la relación porcentual era del 93 % con relación al año 1961 y del 140 % con el año 1931.
La Font del Llavaner solo regaba 7,10 Ha de terrazas plantadas, en 1968, de naranjos, limoneros y nispereros. Las 1,17 Ha restantes se clasifica como "regadío elevado" y se debería repartir entre la Font de San Josep y la Font de Jaume. Esta era la situación máxima de superficie de regadío documentada pero actualmente ha habido un retroceso en esa cifra porque los terrenos que regaba la Font de San Josep y la Font de Jaume no están en producción y muchos campos del área de la Font del Llavaner han sido dejados a su suerte.
En 1968 los cultivos de secano eran los siguientes:
Agrarios
- Extensión: 3,81 Ha
- Proporción: 46,8%

Otros frutales
- Extensión: 3,89 Ha
- Proporción: 46,7%

En esta sección podemos incluir los nísperos. Entre 180 y 984 no ha habido una plantación regular en Segart de estos frutales y se ha mantenido en 15 el número de árboles diseminados de nispereros. La producción de nísperos en Segart ha sido la siguiente: en 1980 se produjeron 200 kg, en 1982 fueron 225 y en 1984 fueron 300 kg.
Huerta
- Extensión: 0,57 Ha
- Proporción: 6,3%

##### Cultivos de Secano

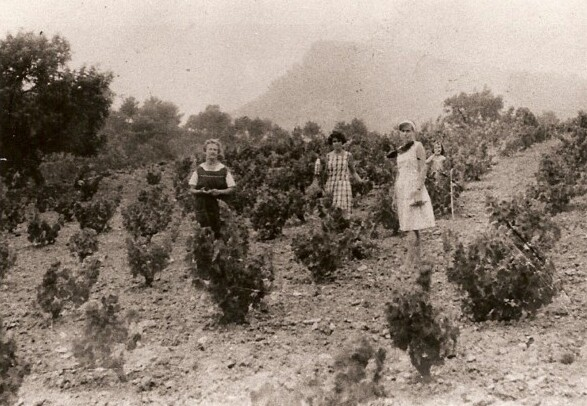
Cepas de viñas en la partida de La Rodana en los años 60.

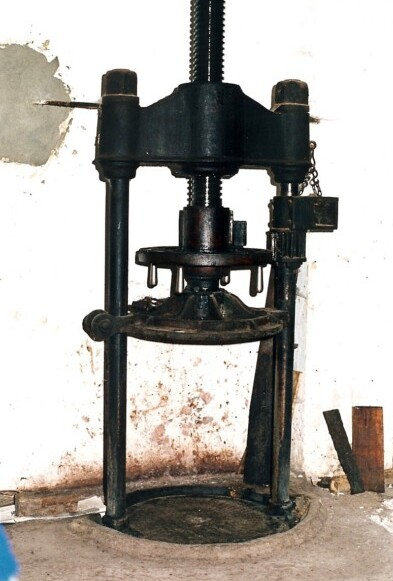
Prensa de aceite en la Cooperativa San José de Segart.

En 1968 los cultivos de secano eran los siguientes:
Algarrobo
- Extensión: 211,97 Ha
- Proporción: 74,1%

Viñedo
- Extensión: 9,00 Ha
- Proporción: 3,1%

La producción de vino comenzó en el siglo XVIII con una producción de 1200 Hm en 1792 pero a finales del siglo XIX comenzó su declive cuando solo en 1884 pudo producir 100 Hm pero Pascual Madoz aún sigue incluyendo en 1850 al vino como un producto de los campos de la población e. El cultivo de la vid se volvió residual ya que solo queda actualmente una explotación abandonada en todo el término de Segart pero en la cooperativa agrícola 'San José', fundada a principios del siglo XX, aún se mantiene un trull o lugar para pisar las uvas por lo aún existían cooperativistas con producción de vino.
Olivo
- Extensión: 53,30 Ha
- Proporción: 18,7%

Almendros y otros frutos
- Extensión: 8,78 Ha
- Proporción: 3,1%

otros
- Extensión: 2,77 Ha
- Proporción: 1,0%

El término municipal de Segart es uno de los más montañosos de la comarca del Campo de Murviedro. El estar enclavado dentro del parque natural de la Sierra Calderona ha hecho que las maravillas naturales de esta zona puedan ser protegidas y disfrutadas por los visitantes que cada año llegan a Segart.
La mayoría de los montes más altos y conocidos de la comarca del Campo de Murviedro hacen de Segart un lugar para la práctica de deportes al aire libre.

## Administración y política
Las elecciones municipales en Segart son diferentes al resto de los municipios del Camp de Morvedre. Segart, con 174 habitantes censados (INE 2022), se encuentra en el rango de entre 101 y 250 habitantes, por tanto, le corresponden 5 concejales que son elegidos mediante un sistema de listas abiertas. Cada candidatura puede proponer un máximo de 5 componentes y cada elector puede votar un máximo de 4, esto garantiza que como mínimo siempre habrá un concejal de diferente partido al de gobierno.

### Resultados electorales y corporación municipal (2023 - Actualidad)
| Candidaturas presentadas - Junts per Segart: 4 concejales. - Compromís per Segart: 1 concejal. | Concejales - Francisco José Garriga García (JPS) - Anna Valiente Muñoz (JPS) - Isabel de Paül Aguilar (JPS) - David Hernández Gimeno (JPS) - Borja Esteve Ripoll (Compromís per Segart) | Datos electorales - Censo: 166 personas. - Votantes: 146 - Abstenciones: 20 - Blancos: 0 - Nulos: 0 |

- Fuente: Dirección General de Política Interior del Ministerio del Interior y Área de Análisis, Estudios y Documentos de la Consejería de Presidencia de la Generalidad Valenciana

### Gobierno municipal
| Periodo   | Nombre                                             | Partido          |
| --------- | -------------------------------------------------- | ---------------- |
| 1979-1983 | Francisco J. Garriga Ambrosio                      | UCD              |
| 1983-1987 | José García Andrés                                 | AP-PDP-UL-UV     |
| 1987-1991 | José García Andrés                                 | AP               |
| 1991-1995 | José García Andrés                                 | PPCV             |
| 1995-1999 | José García Andrés                                 | PPCV             |
| 1999-2003 | José García Andrés                                 | PPCV             |
| 2003-2007 | José García Andrés                                 | PPCV             |
| 2007-2011 | Vicent de Paül Garriga                             | BLOC             |
| 2011-2015 | Vicent de Paül Garriga                             | PPCV             |
| 2015-2019 | Vicent de Paül Garriga Francisco J. Garriga García | PPCV             |
| 2019-2023 | Francisco J. Garriga García                        | Junts per Segart |
| 2023-act. | Francisco J. Garriga García                        | Junts per Segart |

## Atractivos históricos y paisajísticos

### Patrimonio

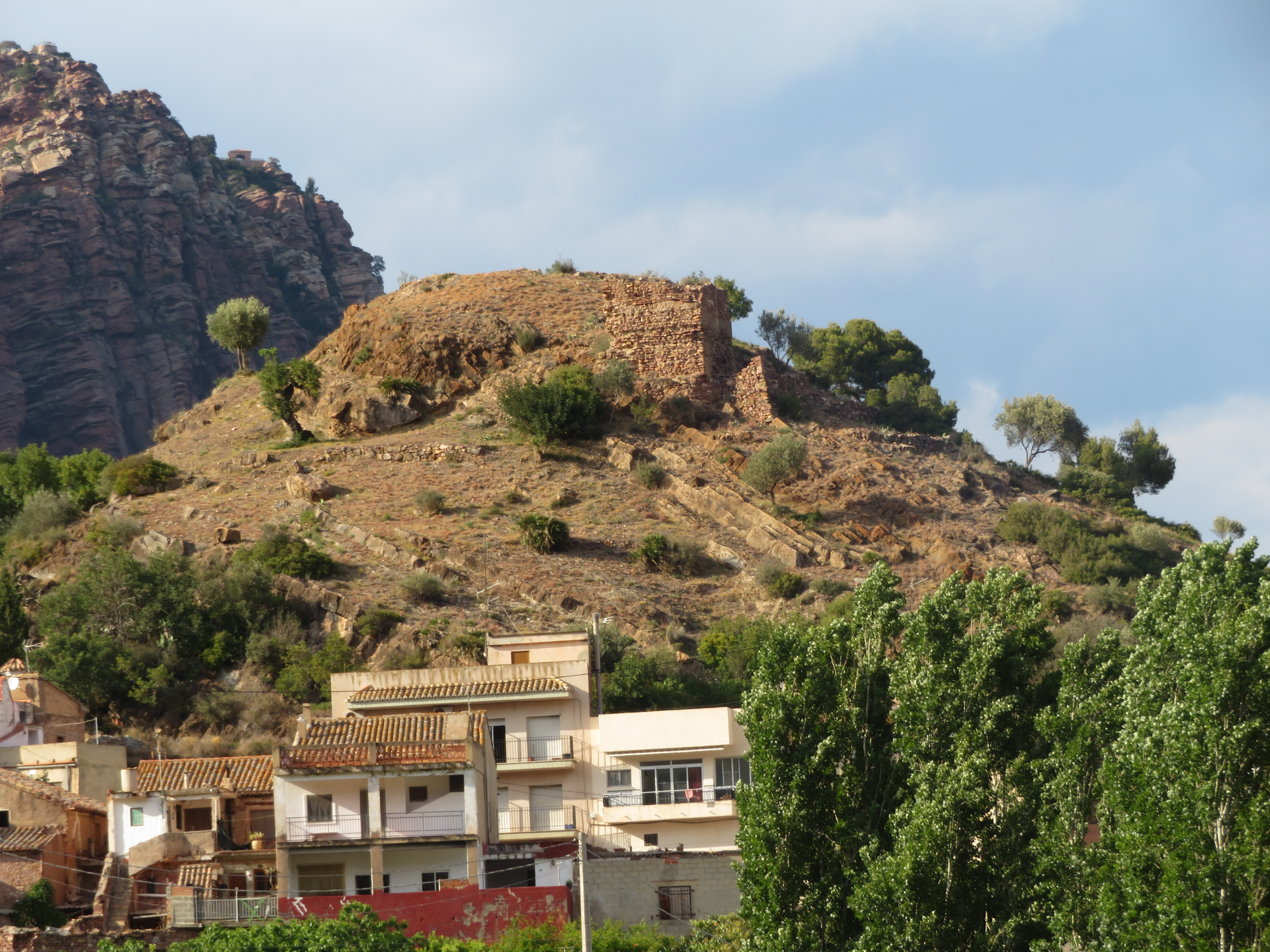
Ruinas del Castillo de Segart (Valencia).

- Ayuntamiento de Segart (Valencia).Iglesia de la Purísima Concepción, parroquia de Segart.Ruinas del Castillo de Segart (Valencia).Castillo de Segart. Castillo musulmán construido sobre un monte de 350 m.[3] Es una fortaleza comunal construida alrededor del siglo XIII y es de época almohade, y situado en lo alto de un cerro sobre la población.

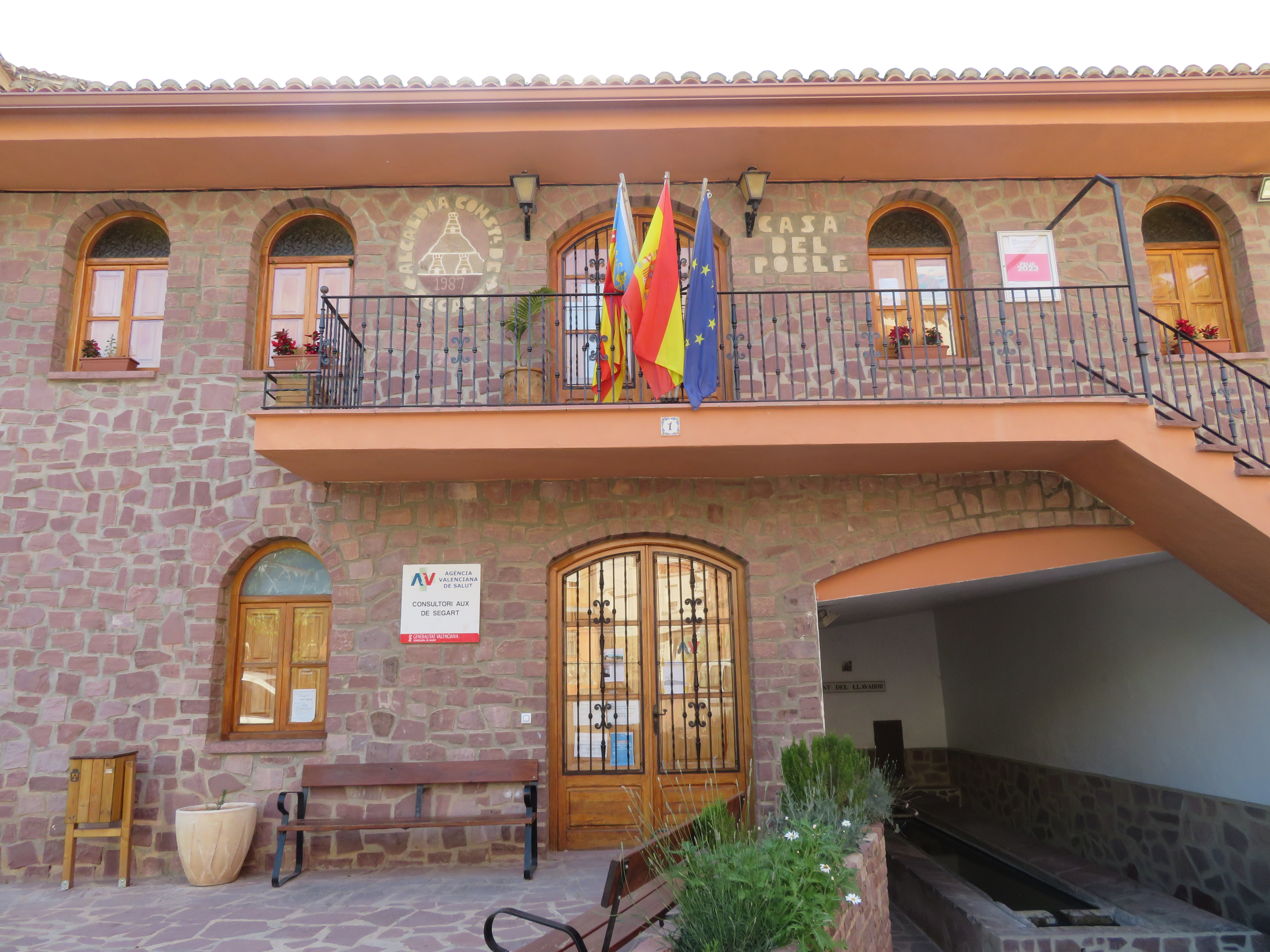
Ayuntamiento de Segart (Valencia).

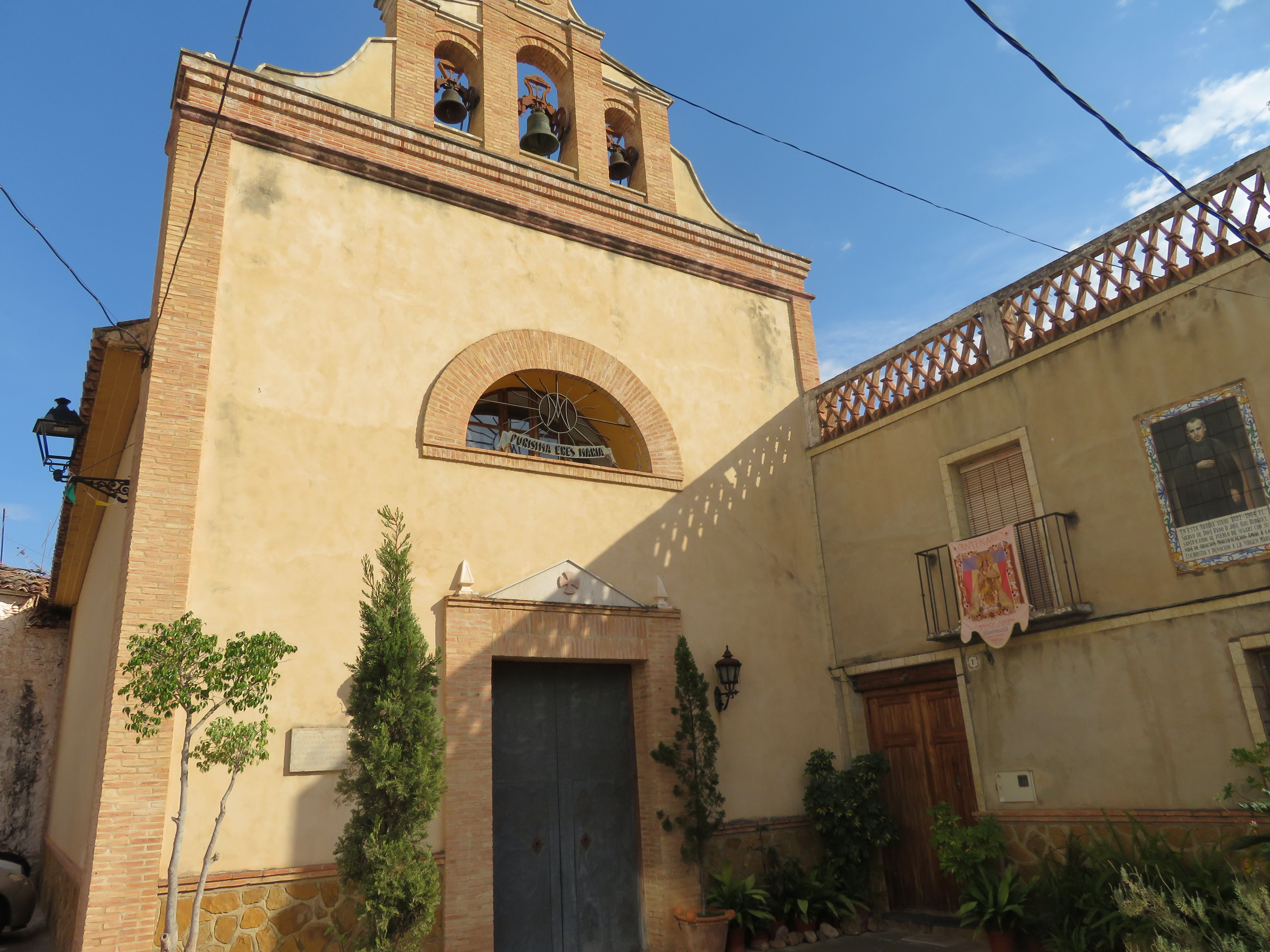
Iglesia de la Purísima Concepción, parroquia de Segart.

- Ermita del calvario de Segart: construida en el siglo XVIII y es de planta octogonal
- Iglesia parroquial de la Purísima Concepción: se inicia su construcción en 1796 y se finaliza en 1802.

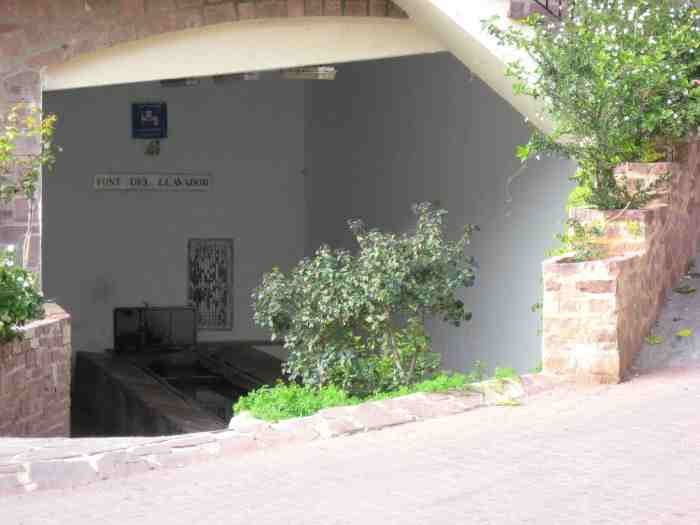
Font del Llavaner.

### Lugares de interés

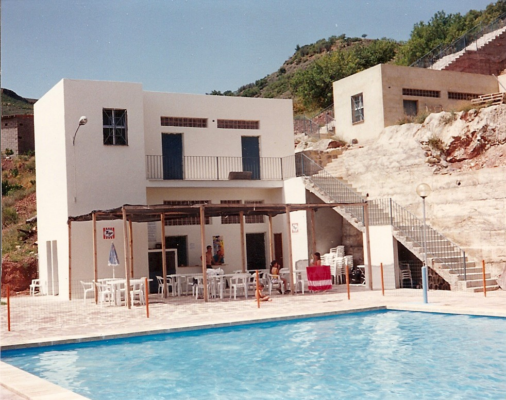
Piscina municipal.

- Monte Garbí. Desde su cima se divisa una espectacular panorámica de la costa de Sagunto a Valencia aunque se puede subir por el término municipal de Segart este monte divide los términos de Estivella y Albalat de Taronchers.
- La Mola de Segart.
- El Puntal de l'Abella: montaña más alta del Campo de Murviedro con una altitud de 654 m
- Piscina municipal: situada en una de las laderas de la población donde se puede disfrutar de unas vistas de incomparable belleza. En la zona inferior se ha instalado un merendero y zona de recreo.
- Font de Sant Josep: también llamada "La Fonteta" y cercana a la población[3]
- Font del Llavaner.
- Font del Salt. se produce una espectacular cascada en época de lluvias.
- Font de Jaume.
- Font de Sant Caralampi.
- Font del Campaner.

En el término municipal se puede realizar la práctica deportiva del senderismo ya que el camino de Gran Recorrido GR-10 / E-7 pasa por la población y sus alrededores. Se puede subir fácilmente a La Mola de Segart, ascender al monte Garbí por la senda de las cadenas, visitar el monasterio de Sancti Spiritu por la senda dels frares o beber las refrescantes aguas de la Font del Campaner.